# Green Point (Newfoundland och Labrador)
Green Point är en udde i Kanada.   Den ligger i provinsen Newfoundland och Labrador, i den östra delen av landet, 1 400 km öster om huvudstaden Ottawa.
Terrängen inåt land är varierad. Havet är nära Green Point västerut.Trakten runt Green Point är nära nog obefolkad, med mindre än två invånare per kvadratkilometer.. Närmaste större samhälle är Rocky Harbour, 9,9 km söder om Green Point. 